# چرخ‌ریسک تاب‌لانه دماغه
چرخ‌ریسک تاب‌لانه دماغه (نام علمی: Anthoscopus minutus) نام یک گونه از تیره چرخ‌ریسک تاب‌لانه است.